# Beilschmiedia riparia
Beilschmiedia riparia är en lagerväxtart som beskrevs av Faustino Miranda. Beilschmiedia riparia ingår i släktet Beilschmiedia och familjen lagerväxter. Inga underarter finns listade i Catalogue of Life.